# Памятник Евгению Вучетичу
Па́мятник Вуче́тичу — памятник скульптору-монументалисту Евгению Вучетичу. Установлен возле его дома-мастерской на Тимирязевской улице. Открытие состоялось 30 октября 1981 года, став первым памятником советскому скульптору в Москве. Авторами проекта являлись скульптор Заир Азгур и архитектор Евгений Стамо.
Статуя представляет собой бронзовый бюст художника и изображает его в блузе с широким бантом на шее и с накинутым на плечо пиджаком. Скульптура помещена на пьедестал из красного гранита. На нём установлена памятная бронзовая табличка с надписью: «Герой Социалистического Труда народный художник СССР скульптор Евгений Викторович Вучетич».